# The Legend of Heroes

The Legend of Heroes est une série de jeux vidéo de rôle développée par Nihon Falcom. Elle est composée de plusieurs arcs narratifs dont chacun se déroule dans une région différente du continent de Zemuria. 

## Série principale
- 1989 : Dragon Slayer: The Legend of Heroes (The Legend of Heroes)
- 1992 : Dragon Slayer: The Legend of Heroes II (The Legend of Heroes II)
- 1994 : The Legend of Heroes II: Prophecy of the Moonlight Witch (The Legend of Heroes III)
- 1996 : The Legend of Heroes : A Tear of Vermillion (The Legend of Heroes IV)
- 1999 : The Legend of Heroes III: Song of the Ocean (The Legend of Heroes V)
- 2004 : The Legend of Heroes: Trails in the Sky ou The Legend of Heroes VI (série de trois jeux)
- 2010 : The Legend of Heroes VII (série de deux jeux)
- 2013 : The Legend of Heroes: Trails of Cold Steel (série de quatre jeux)

## Jeux dérivés
- 2010 : Ys vs. Sora no Kiseki: Alternative Saga
- 2012 : Nayuta no Kiseki
- 2016 : The Legend of Heroes: Akatsuki no Kiseki